# Josef Václav Luňáček

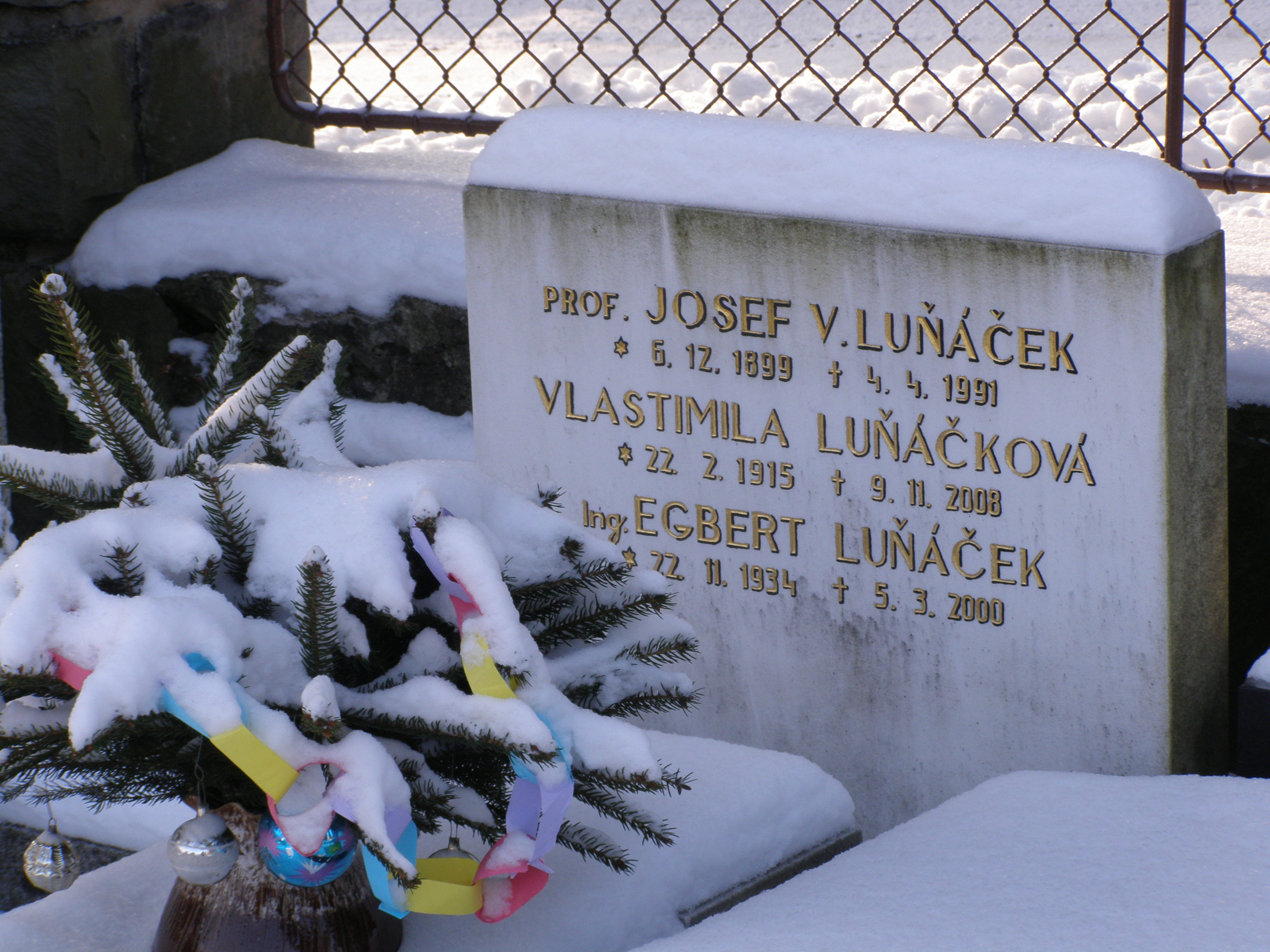
Náhrobek J. V. Luňáčka v Metylovicích

Josef Václav Luňáček, křtěný Josef Mikuláš (6. prosince 1899, Protivanov – 4. dubna 1991, Metylovice) byl český malíř, grafik, medailér, sochař a pedagog.

## Život
Narodil se v Protivanově do rodiny hostinského Josefa Luňáčka. Mezi léty 1919-1925 studoval na Univerzitě Karlově v Praze (Filozofická fakulta, pedagogika), na Českém vysokém učení technické v Praze ( deskriptiva a matematika) a na pražské Akademii výtvarných umění u prof. Vlaho Bukovace, Vratislava Nechleby, Josefa Jindřicha Loukoty a Maxmiliána Pirnera. V raném období své malířské tvorby se soustředil na portréty, později u něj převládla krajinářská tematika.